# Asase Ya
Asase Ya (Asase Yaa, Asaase Yaa, Asaase Afua) božica je Zemlje i plodnosti koju štuju Ašanti u Gani. Poznata je i kao Majka Zemlja ili Aberewaa. Njezin je suprug Nyame — Bog Nebo, koji je stvorio svemir. Njihova su djeca Bea (Bia) i Tano. 
Asase Ya je također majka Anansija te božanska maćeha „svetih” poglavica. Premda ju mnogi štovatelji smatraju iznimno moćnom, nema hramova posvećenih njoj, već je štovana na poljima regije Ašanti. Vjeruje se da su joj najomiljeniji oni ljudi koji se bave poljoprivredom te je planet Jupiter njezin simbol.

## Poveznice
- Nyame